# Ro-Zangelo Daal
Ro-Zangelo Daal (Amsterdam, 10 februari 2004) is een Nederlands profvoetballer die doorgaans als aanvaller (vleugelspeler) speelt. Momenteel komt hij uit voor AZ

## Clubcarrière
Daal kwam via DVC Buiksloot in 2015 in de jeugdopleiding van AZ terecht. Op 27 augustus 2021 tekende hij na zijn eerste profcontract dat liep tot medio 2023. Vervolgens speelde Daal in het seizoen 2021/22 mee met een jeugdelftal van AZ in de UEFA Youth League. In drie wedstrijden wist hij eenmaal te scoren en gaf hij twee assists.
Op 1 april 2022 maakte Daal voor het eerst zijn opwachting in de wedstrijdselectie van Jong AZ. In de met 2–0 gewonnen thuiswedstrijd tegen Jong PSV maakte hij direct zijn eerste minuten. In minuut 86 verving hij de geblesseerde Soulyman Allouch. Anderhalve week daarvoor werd zijn contract opengebroken en verlengd tot de zomer van 2025. In het seizoen 2022/23 komt Daal afwisselend uit voor AZ Onder 18 en Jong AZ. Daarnaast speelde hij in datzelfde seizoen mee met AZ Onder 19 in de UEFA Youth League. Op 3 februari 2023 maakte hij zijn eerste doelpunt voor Jong AZ, tegen VVV-Venlo (4-3). Hij maakte in de 94e minuut de 4-2 op aangeven van Dave Kwakman.
Daal maakte zijn debuut voor het eerste van AZ in de UEFA Europa League, tegen Fenerbahçe SK (3-1). In de rust verving hij Mayckel Lahdo en een kwartier later schoot hij de openingstreffer binnen op aangeven van Troy Parrott. Drie dagen later maakte hij ook zijn debuut in de Eredivisie, tegen Willem II, toen hij in de rust Mexx Meerdink verving. In het seizoen 2024/25 kwam Daal ook in actie in de Europa League tegen PFK Loedogorets, AS Roma en Galatasaray SK.

## Clubstatistieken
| Seizoen                   | Club           | Land           | Competitie     | Competitie | Competitie | Beker | Beker | Overig | Overig | Totaal | Totaal |
| Seizoen                   | Club           | Land           | Competitie     | Wed.       | Dlp.       | Wed.  | Dlp.  | Wed.   | Dlp.   | Wed.   | Dlp.   |
| ------------------------- | -------------- | -------------- | -------------- | ---------- | ---------- | ----- | ----- | ------ | ------ | ------ | ------ |
| 2021/22                   | Jong AZ        | Nederland      | Eerste divisie | 2          | 0          | –     | –     | –      | –      | 2      | 0      |
| 2022/23                   | Jong AZ        | Nederland      | Eerste divisie | 12         | 2          | –     | –     | –      | –      | 12     | 2      |
| 2023/24                   | Jong AZ        | Nederland      | Eerste divisie | 32         | 6          | –     | –     | –      | –      | 32     | 6      |
| 2024/25                   | Jong AZ        | Nederland      | Eerste divisie | 31         | 15         | –     | –     | –      | –      | 31     | 15     |
| 2024/25                   | AZ             | Nederland      | Eredivisie     | 3          | 0          | 0     | 0     | 4      | 1      | 7      | 1      |
| Carrièretotaal            | Carrièretotaal | Carrièretotaal | Carrièretotaal | 80         | 23         | 0     | 0     | 4      | 1      | 84     | 24     |
| Bijgewerkt op 4 juli 2025 |                |                |                |            |            |       |       |        |        |        |        |

## Interlandcarrière

### Nederland Onder 18
Daal speelde in 2021 drie wedstrijden voor Nederland Onder 18, waarvan eenmaal als basisspeler en tweemaal als invaller.
| Jeugdinterlands voor Nederland Onder 18 | Jeugdinterlands voor Nederland Onder 18 | Jeugdinterlands voor Nederland Onder 18 | Jeugdinterlands voor Nederland Onder 18 | Jeugdinterlands voor Nederland Onder 18 | Jeugdinterlands voor Nederland Onder 18 |
| Interland                               | Datum                                   | Wedstrijd                               | Uitslag                                 | Soort Wedstrijd                         | Doelpunten                              |
| Als speler bij AZ Onder 18              | Als speler bij AZ Onder 18              | Als speler bij AZ Onder 18              | Als speler bij AZ Onder 18              | Als speler bij AZ Onder 18              | Als speler bij AZ Onder 18              |
| --------------------------------------- | --------------------------------------- | --------------------------------------- | --------------------------------------- | --------------------------------------- | --------------------------------------- |
| 1.                                      | 6 september 2021                        | Nederland – Italië                      | 5 – 0                                   | Vriendschappelijk                       | 90+2'                                   |
| 2.                                      | 9 september 2021                        | Zweden – Nederland                      | 0 – 1                                   | Vriendschappelijk                       |                                         |
| 3.                                      | 12 september 2021                       | Oostenrijk – Nederland                  | 2 – 4                                   | Vriendschappelijk                       | 90+4'                                   |

### Nederland Onder 19
In september 2022 werd Daal opgeroepen voor kwalificatiewedstrijden voor het EK Onder 19 2023 met Nederland Onder 19. Naderhand heeft hij zichzelf echter afgemeld.